# Ryan Seggerman
Ryan Seggerman (* 6. August 1999 in San Diego, Kalifornien) ist ein US-amerikanischer Tennisspieler.

## Karriere
Seggerman spielte nur wenige Matches auf der ITF Junior Tour und erreichte dort Platz 557.
Seggerman begann 2017 ein Studium an der Princeton University, von der er für seinen Master 2022 an die University of North Carolina at Chapel Hill wechselte. In der Studienzeit spielte er College Tennis. Nach wenigen Turnieren zuvor begann Seggerman erst nach seinem Abschluss Mitte 2023 Profiturniere zu spielen. 2022 war er auf der drittklassigen ITF Future Tour im Einzel das erste Mal erfolgreich gewesen und erreichte sein erstes Halbfinale. 2023 verlor er ein weiteres Halbfinale und gewann wenig später seinen ersten Einzeltitel. Auf der ATP Challenger Tour gewann er in Sydney gegen Benjamin Lock sein erstes Match auf der nächsthöheren Turnierebene. Im Doppel feierte Seggerman mehrere Erfolge: Nach einigen Turniere mit anderen Partnern, spielte er ab Juli 2023 mit Patrik Trhac. Die Paarung war schnell sehr erfolgreich. Alle acht Turniere der drittklassigen ITF Future Tour, bei denen sie antraten, gewannen sie. Darunter waren sie 28 Matches in Folge ungeschlagen, ehe sie bei ihrer ersten Teilnahme an der Challenger Tour in Charleston in der ersten Runde ausschieden. Die nächsten Challengers in Playford und Sydney gewannen sie wiederum erneut überlegen, bevor sie das zweite Mal überhaupt in Calgary ein Match verloren. In der Tennisweltrangliste sprang Seggerman damit aus dem Stand auf Rang 217.

## Erfolge
| Legende (Anzahl der Siege) |
| Grand Slam                 |
| ATP Finals                 |
| ATP Tour Masters 1000      |
| ATP Tour 500               |
| ATP Tour 250               |
| ATP Challenger Tour (14)   |

### Doppel

#### Turniersiege
| Nr. | Datum            | Turnier          | Belag         | Partner         | Finalgegner                                  | Ergebnis          |
| --- | ---------------- | ---------------- | ------------- | --------------- | -------------------------------------------- | ----------------- |
| 1.  | 28. Oktober 2023 | Playford City    | Hartplatz     | Patrik Trhac    | Blake Ellis Tristan Schoolkate               | 6:3, 7:63         |
| 2.  | 4. November 2023 | Sydney           | Hartplatz     | Patrik Trhac    | Ruben Gonzales Nam Ji-sung                   | 6:4, 6:4          |
| 3.  | 21. Januar 2024  | Indian Wells (1) | Hartplatz     | Patrik Trhac    | Thai-Son Kwiatkowski Alex Lawson             | 6:2, 7:63         |
| 4.  | 27. Januar 2024  | Indian Wells (2) | Hartplatz     | Patrik Trhac    | Thomas Fancutt Ajeet Rai                     | 6:4, 3:6, [10:3]  |
| 5.  | 7. April 2024    | Mexiko-Stadt     | Sand          | Patrik Trhac    | Tristan Schoolkate Adam Walton               | 5;7, 6:4, [10:5]  |
| 6.  | 25. Mai 2024     | Skopje           | Sand          | Patrik Trhac    | Andrew Paulson Patrik Rikl                   | 6:3, 7:64         |
| 7.  | 6. Juli 2024     | Bloomfield Hills | Hartplatz     | Patrik Trhac    | Ozan Baris Nishesh Basavareddy               | 4:6, 6:3, [10:6]  |
| 8.  | 12. Oktober 2024 | Fairfield        | Hartplatz     | Patrik Trhac    | Gabi Adrian Boitan Bruno Kuzuhara            | 6:2, 3:6, [10:5]  |
| 9.  | 19. Oktober 2024 | Calgary          | Hartplatz (i) | Patrik Trhac    | Robert Cash JJ Tracy                         | 6:3, 7:63         |
| 10. | 4. Januar 2025   | Canberra         | Hartplatz     | Eliot Spizzirri | Pierre-Hugues Herbert Jérôme Kym             | 1:6, 7:5, [10:5]  |
| 11. | 21. Juni 2025    | Sassuolo         | Sand          | Matthew Romios  | Alexander Erler Constantin Frantzen          | 7:64, 3:6, [10:7] |
| 12. | 28. Juni 2025    | Mailand          | Sand          | Matthew Romios  | George Goldhoff Ray Ho                       | 3:6, 7:5, [10:8]  |
| 13. | 9. August 2025   | Chicago          | Hartplatz     | Mac Kiger       | Theo Winegar Michael Zheng                   | 6:4, 3:6, [10:5]  |
| 14. | 17. August 2025  | Sumter           | Hartplatz     | Patrik Trhac    | N. Sriram Balaji Rithvik Choudary Bollipalli | 6:4, 7:63         |